# میمتیت
میمتیت  (به انگلیسی: Mimetite) با فرمول شیمیایی Pb5[Cl - (AsO4)3] از مجموعه کانی هاست و دارای شکستگی ناصاف است در زبان یونانی mimethes مقلد و پیرو گرفته شده‌است. PbO:۷۴٫۵۹٪ As2O۵:۲۳٫۰۴٪ Cl:۲٫۳۷٪ برای اولین بار در نامیبی کشف شد و از نظر شکل بلور: منشوری - ورقه‌ای (پهن و کوتاه) - هرمی، رنگ: سفید - زرد - نارنجی - قهوه‌ای - سبز - خاکستری، شفافیت: نیمه شفاف، جلا: الماسی - چرب، رخ: ناقص، سیستم تبلور: هگزاگونال و در رده‌بندی آرسنیات است و منشأ تشکیل آن ثانوی است.
همایند کانی‌شناسی (پارانژ) آن پیرومرفیت - وانادینیت- گالن- پیرومرفیت- پسیلوملان است
، از نظر ژیزمان بلور- اگرگات دانه‌ای - خاکی - الیافی تقریباً کمیاب است و بیشتر در آلمان غربی و شرقی، چک اسلواکی، سوئد، مکزیک و URSS یافت می‌شود.

## نگارخانه

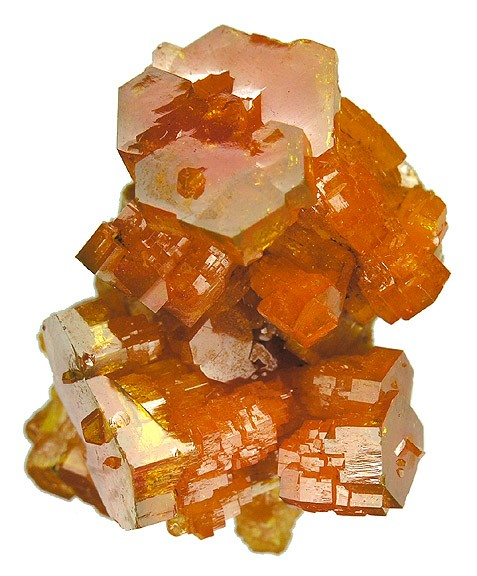
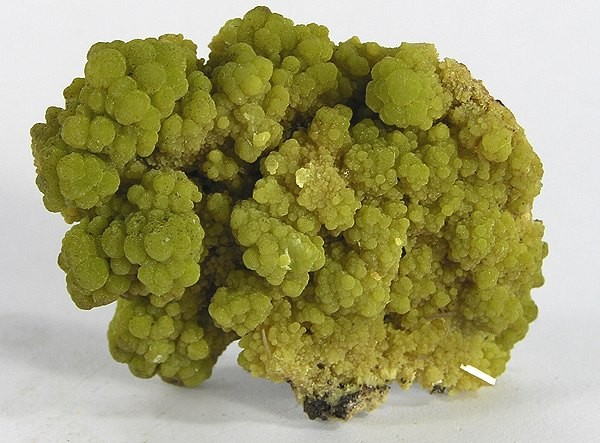